# Out of the Night (film 1912)
Out of the Night è un cortometraggio muto del 1912. Il nome del regista non viene riportato nei credit del film, prodotto dalla Essanay Film Manufacturing Company.

## Produzione
Il film fu prodotto dalla Essanay Film Manufacturing Company.

## Distribuzione
Distribuito dalla General Film Company, il film - un cortometraggio in una bobina - uscì nelle sale cinematografiche statunitensi il 10 maggio 1912.